# Вокзал Сиркеджи

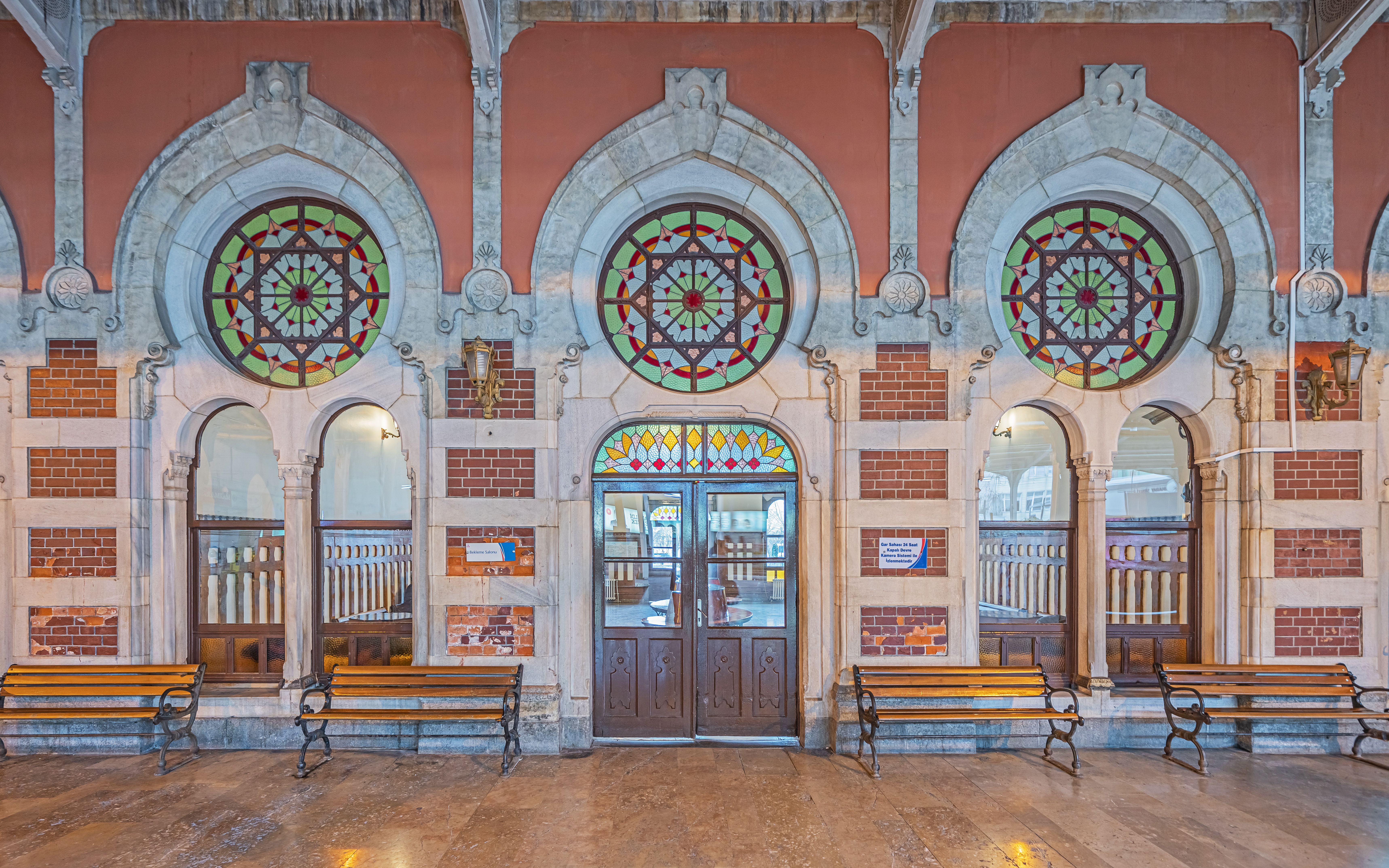
Фрагмент внутреннего оформления вокзала

Си́ркеджи (тур. Sirkeci Garı) — вокзал Турецких железных дорог (TCDD) в Сиркеджи, на европейской стороне Стамбула. Был построен как конечный пункт следования Восточного экспресса. В настоящее время с вокзала Сиркеджи осуществляются внутренние и международные перевозки в западном направлении.
По состоянию на начало 2015 г., железнодорожная линия от вокзала Сиркеджи не функционирует в связи с её реконструкцией для дальнейшего включения в проект «Marmaray» на участке от Казлычешме до Халкалы. Судьба «головного» участка от вокзала Сиркеджи до Казлычешме, не входящего в Marmaray (с остановочными пунктами Джанкуртаран, Кумкапы, Еникапы), пока неизвестна. Линия не разобрана, остановочные пункты закрыты.

## История
После Крымской войны правительство Османской империи приняло решение о строительстве железной дороги, связывающей Стамбул с Европой. Первый контракт был подписан с Лабро, британским членом парламента, в январе 1857 года. Контракт был разорван тремя месяцами позже, так как Лабро не смог обеспечить необходимый инвестиционный капитал. Аналогичные второй и третий контракт, подписанные с британскими и бельгийскими предпринимателями в 1860 и 1868 годах, были столь же малорезультативными. 17 апреля 1869 года был заключен договор концессии на постройку «Железной дороги Румели» с бароном Морисом де Гиршем, австрийским банкиром баварского происхождения. Проект предполагал постройку железнодорожной ветки от Стамбула через Эдирне, Пловдив и Сараево к берегам Савы. Сооружение первых 15 километров от Стамбула до Халкали началось 4 июля 1870, и было завершено 4 января 1871. Строительство начального пункта линии в Сиркеджи обусловливалось тем, что изначально выбранный для этой роли Ешилькёй располагался слишком далеко от Эминёню, главного делового центра той эпохи. Предполагалась возможность создания на линии ответвления из Беязыта к берегу Золотого Рога. Султан Абдул-Азиз разрешил проложить железнодорожные пути по берегу Мраморного моря, у стен нижнего сада дворца Топкапы. Строительство этого ответвления было завершено 21 июля 1872. В 1873 в Сиркеджи был построен «временный» вокзал.

## Здание вокзала

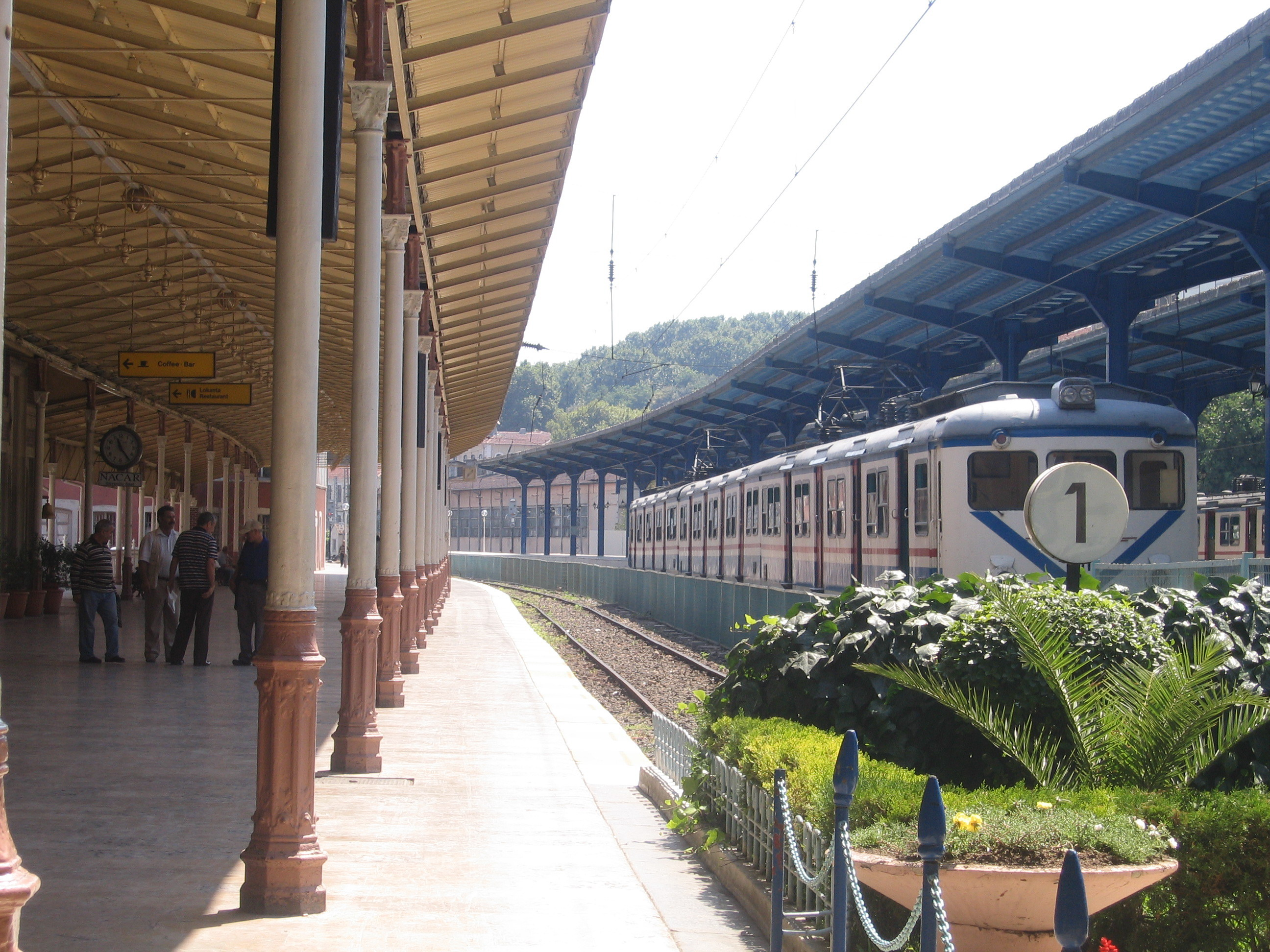
Пассажирская платформа

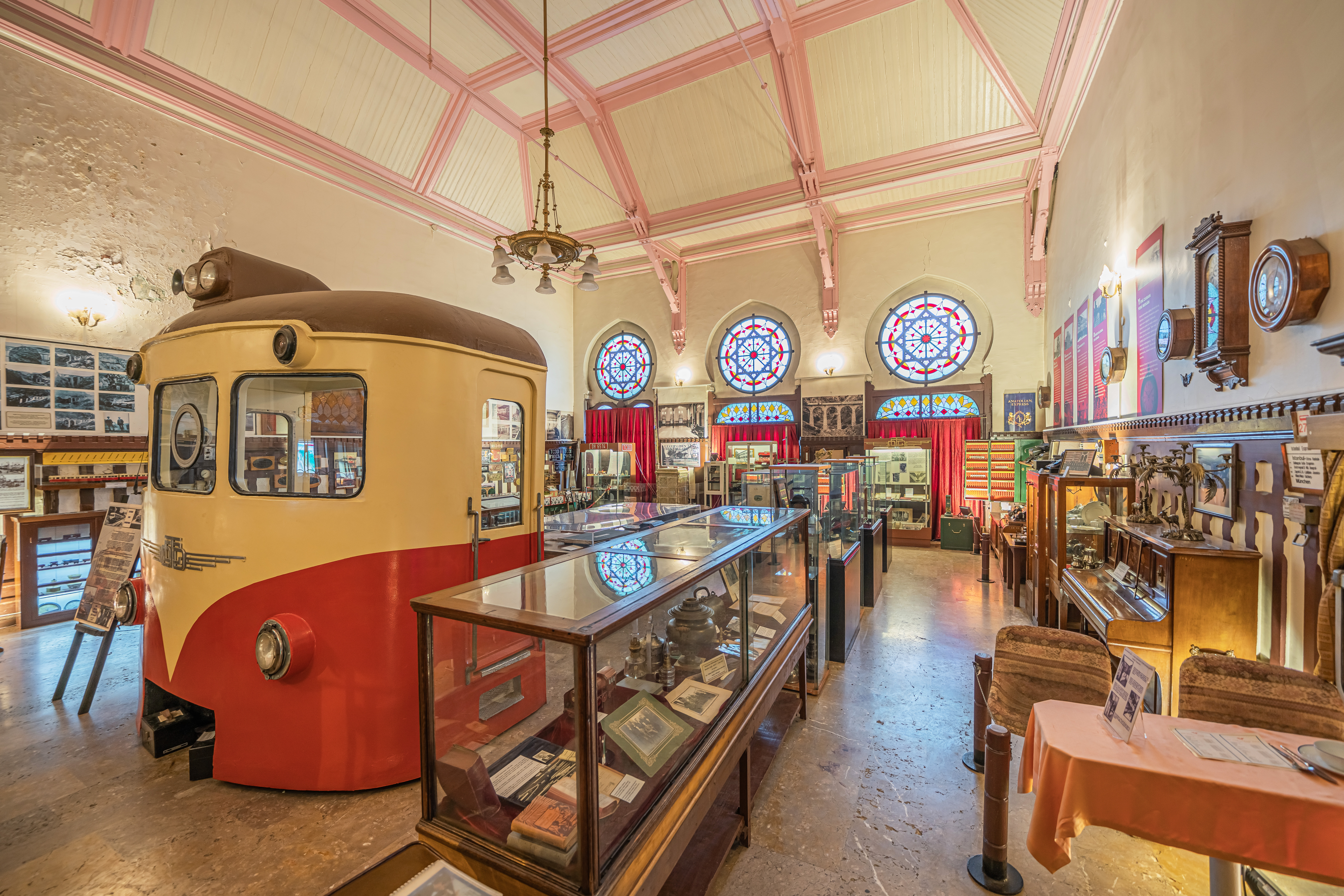
Железнодорожный музей в Сиркеджи

Строительство нового здания вокзала началось 11 февраля 1888 года. Вокзал, который сначала назывался «Станция Мюшир Ахмет Паша», открылся 3 ноября 1890 года, заменив временную постройку. Автором проекта был Август Ясмунд, прусский архитектор, читавший в то время лекции в стамбульской политехнической школе (сейчас Стамбульский технический университет). Здание вокзала, площадь которого насчитывает 1200 м², является одним из наиболее известных образцов европейского ориентализма, повлиявшим на работы других архитекторов. Здание было оснащено по последнему слову техники того времени, освещалось и отапливалось газом.
Ресторан вокзала стал местом встреч журналистов, писателей и других деятелей культуры и искусства в 1950-е и 1960-е. Этот ресторан, теперь носящий название «Восточный Экспресс», является популярным туристским местом.
Здание вокзала никогда не перестраивалось и сохранило первоначальный облик, но территория вокруг вокзала сильно изменилась с 1890 года.

## Международные линии
Вокзал представляет собой главный узел, соединяющий сеть турецких железных дорог с остальной Европой. От вокзала Сиркеджи идут две основные линии. Одна из них соединяет Стамбул с греческими Салониками, другая — с Бухарестом. «Босфорский экспресс» совершает ежедневные рейсы между Сиркеджи и Гара де Норд в Бухаресте. Сообщение с Софией, Белградом, Будапештом и Кишинёвом осуществляется при помощи вагонов, прицепленных к Босфорскому экспрессу.

## Восточный экспресс
4 октября 1883 года Восточный экспресс впервые отправился с вокзала Гар де л’Эст в Париже под музыку «Alla Turca» Моцарта.
Этот поезд был проектом бельгийского бизнесмена Жоржа Нагельмакерса. Его маршрут пролегал через Страсбург, Карлсруэ, Штутгарт, Ульм, Мюнхен, Вену, Будапешт, Бухарест, Русе, Варну и заканчивался в Сиркеджи. За 80 часов пути поезд преодолевал расстояние в 3 094 км. Восточный экспресс, чьими пассажирами были короли, принцы и президенты, прекратил своё существование 19 мая 1977 года из-за трудностей в пересечении границ стран Железного занавеса. Знаменитый поезд был возрождён в 1982 году американским бизнесменом и следует по различным маршрутам, которые включают Лондон и Венецию, однако без прежнего размаха.

## Общественный транспорт, отправляющийся из Сиркеджи
- Пригородный поезд Сиркеджи — Халкали (по состоянию на январь 2015 г. линия закрыта на реконструкцию)
- Несколько автобусных маршрутов
- Трамвайная линия Т1 Кабаташ — Багджилар
- Паром Сиркеджи — Кабаташ
- Морской автобус Сиркеджи — Бостанджи — Адалар
- Автомобильный паром Сиркеджи — Гарем
- Железнодорожный паром вокзал Сиркеджи — вокзал Хайдарпаша
- Линия электропоездов «Мармарай», связывающая европейский и азиатский берега города.